# 清浦街道
清浦街道，是中华人民共和国江苏省淮安市清江浦区下辖的一个乡镇级行政单位。

## 行政区划
清浦街道下辖以下地区：
南港社区、四季青社区、富春花园社区、淮三路社区、淮海南路社区、港口社区、运河新村社区、大桥社区、东风花园社区、航运东新村家属社区、清安社区、东风社区、蔬菜社区、新新家园社区和天津路社区。